# Champlin (Minnesota)
Champlin is een plaats (city) in de Amerikaanse staat Minnesota, en valt bestuurlijk gezien onder Hennepin County.

## Demografie
Bij de volkstelling in 2000 werd het aantal inwoners vastgesteld op 22.193.
In 2006 is het aantal inwoners door het United States Census Bureau geschat op 23.294, een stijging van 1101 (5,0%).

## Geografie
Volgens het United States Census Bureau beslaat de plaats een oppervlakte van
22,8 km², waarvan 21,2 km² land en 1,6 km² water.

## Plaatsen in de nabije omgeving
De onderstaande figuur toont nabijgelegen plaatsen in een straal van 8 km rond Champlin.

## Geboren
- Joe Hennig (1979), professioneel worstelaar